# 15
 Тази статия е за петнайсетата година от новата ера.  За числото петнайсет вижте 15 (число).  За други значения вижте 15 (пояснение).
15 (петнайсета) година е обикновена година, започваща във вторник по юлианския календар.

## Събития

### В Римската империя
- Втора година от принципата на Тиберий Юлий Цезар Август (14-37 г.)
- Консули на Римската империя са Юлий Цезар Друз и Гай Норбан Флак. След средата на годината суфектконсул става Марк Юний Силан.
- Германик ръководи успешни походи отвъд река Рейн в Германия.[1]
- 10 март – Тиберий става понтифекс максимус.[2]
- Тиберий отказва титлата „Баща на отечеството“.[1]
- В отговор на обвинения за злоупотреби и корупция провинциите Ахая и Македония са превърнати от сенатски в императорски.[1]
- Луций Елий Сеян става единствен префект на преторианската гвардия след като баща му Луций Сей Страбон е назначен от императора за префeкт на Египет.[3]

## Родени
- 24 септември – Вителий, римски император († 69 г.)
- 6 ноември – Агрипина Младша, римска императрица, съпруга на император Клавдий и майка на император Нерон († 59 г.)
- Аполоний Тиански, древногръцки философ, неопитагореец († 100 г.)

## Починали
- Луций Сей Страбон, преториански префект (роден 46 г. пр.н.е.)
- Секст Проперций, римски елегически поет (роден 50 г. пр.н.е.)